# Inger-Maria Mahlke
Inger-Maria Mahlke (ur. 14 grudnia 1977 w Hamburgu) – niemiecka pisarka.
Mahlke dorastała w Lubece, po czym studiowała prawo na Wolnym Uniwersytecie Berlińskim. Zanim poświęciła się pisarstwu, pracowała tam na katedrze kryminologii.
W roku 2015 jej powieść Wie ihr wollt została nominowana do nagrody Deutscher Buchpreis. W roku 2018 pisarka otrzymała tę nagrodę za powieść Archipel. Powieść przedstawia życie pięciu pokoleń rodziny na wyspie Teneryfie na tle historycznych wydarzeń w Europie. Mahlke spędziła jako dziecko dużo czasu na tej wyspie, ponieważ jej matka pochodzi z San Cristóbal de La Laguna.
Mahlke jest członkiem Niemieckiego Centrum PEN.